# Goibniu
Dans la mythologie celtique irlandaise, Gobniu (ou Goibhniu) est le dieu-forgeron des Tuatha Dé Danann. Sa légende a hérité maints traits de son rôle originel de « Feu divin ».

## Étymologie
Le nom Goibniu provient d'une forme proto-celtique reconstruite en *Gobeniū ou *Gobanniō, qui est dérivé de la racine *goben-, qui signifie « forgeron ».

## Mythologie
Chef des artisans métallurgistes, il est responsable de la fabrication des armes magiques pour les dieux, les héros et les druides. Grâce à son marteau magique, il peut fabriquer une épée ou un javelot parfait en trois coups. Lors de la « Deuxième bataille de Mag Tured » (Cath Maighe Tuireadh), il est blessé par la lance de Ruadan, fils de Brigit et du Fomoire Bres, mais un bain dans la Fontaine de Santé le guérit. Ses frères sont Credne et Luchta.
Il est aussi, dans le Sidh c'est-à-dire l’Autre Monde celtique, le brasseur de la bière et le serviteur des autres dieux au Festin d’Immortalité, le fled Goibnenn.
Son équivalent gallois est Gofannon.

## Mythologie comparée
La dédicace Deo Cobanno près de Vézelay montre que Goibniu avait un correspondant gaulois.
Comme ses correspondants grecs et germaniques, Héphaïstos et Völund, Goibniu est un ancien « Feu divin » qui partage maints traits communs avec ces divinités : forgeron, assumant parfois le rôle d'échanson, il a une épouse volage. Jaloux et en colère contre sa femme, il crée une baguette Ness pour frapper tout homme qui s'en approche et si l'un d'eux s'échappe, « il lui venait un abcès et il brûlait comme du feu »,.

## Postérité du culte
Le culte de Gobniu se serait perpétué bien après la christianisation de l’Irlande au Ve siècle intervenant de façon récurrente dans des contes folkloriques. Sa popularité est liée à sa fonction de guérisseur et d’artisan.

## Sources
Goibniu apparaît principalement dans les textes suivants :
- Lebor Gabála Érenn (Livres des invasions d’Irlande)
- Cath Maighe Tuireadh (Bataille de Mag Tured)
- Oidheadh Chloinne Tuireann (Mort des enfants de Tuireann)